# 維爾德費爾德山
47°28′57″N 14°50′52″E / 47.48250°N 14.84778°E

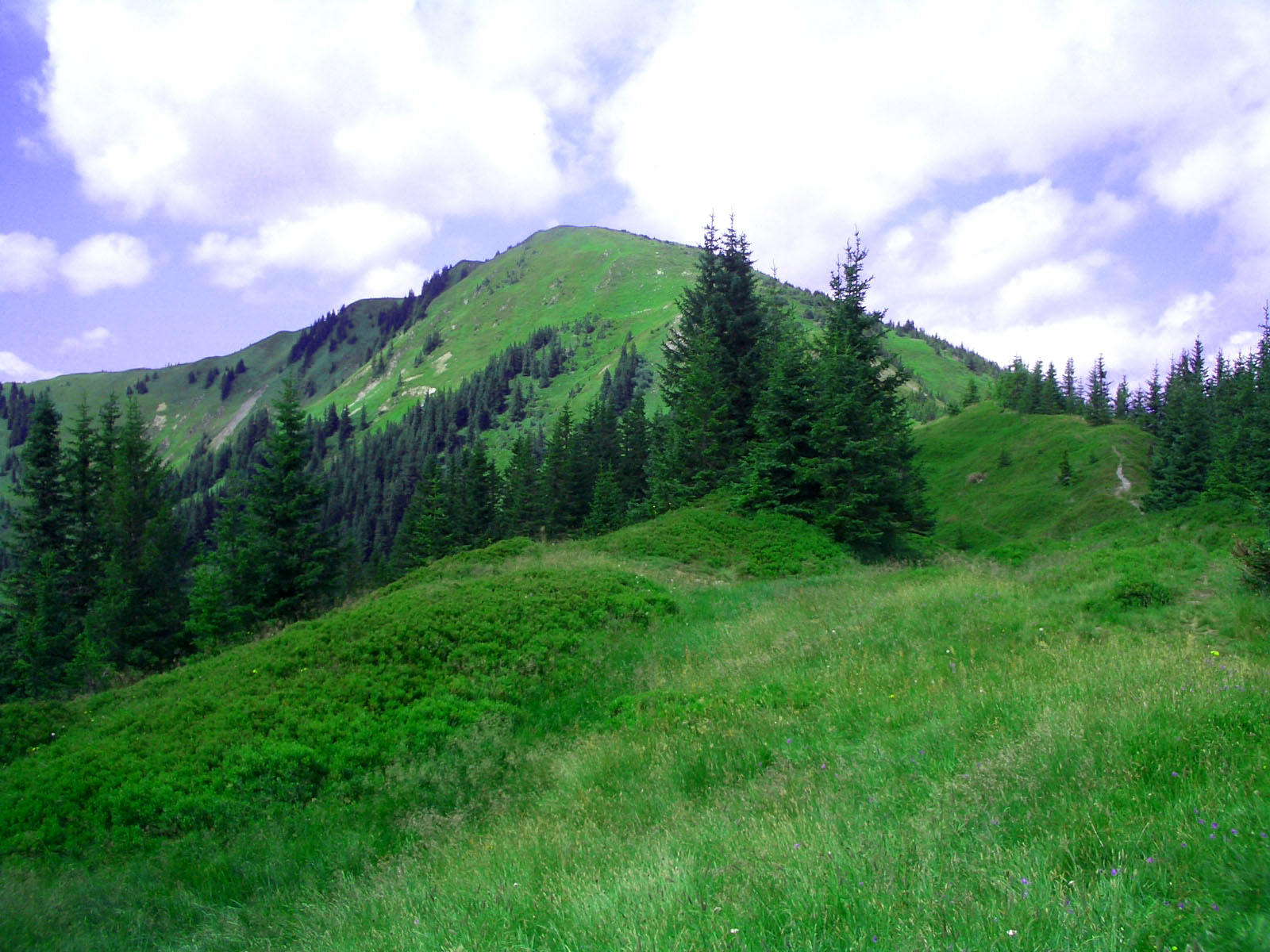

維爾德費爾德山（德語：Wildfeld），是奧地利的山峰，位於該國東南部，由施泰爾馬克州負責管轄，屬於艾塞訥茨阿爾卑斯山脈的一部分，海拔高度2,043米，每年平均降雨量1,632毫米。